# Блекстер, Кеннет Лайон
Кеннет Лайон Блекстер (англ. Kenneth Lyon Blaxter; 19 июня 1919, Нервич Великобритания — 18 апреля 1991) — английский физиолог сельскохозяйственных животных, государственный и политический деятель, президент Королевского общества Эдинбурга (1979—1982).

## Биография
Родился 19 июня 1919 года в Нервиче. Он был очень одарённым ребёнком и поэтому он окончил среднюю школу в 15 лет и в этом же возрасте в 1934 году поступил в Родингский университет, который окончил в 1939 году в возрасте всего лишь 19 лет. Сразу же после окончания университета работал в Национальном НИИ молочного животноводства. Вскоре после этого вошёл в политику — устроился на работу в Министерство сельского хозяйства Великобритании и проработал вплоть до 1965 года. В 1965 году возвратился в науку и был избран директором НИИ имени Роуэтта. 
Скончался 18 апреля 1991 года.

## Научные работы
Основные научные работы посвящены физиологии питания животных, в частности энергии обмена веществ.
- Проанализировал технические возможности повышения продуктивности животноводства Великобритании.
- Разрабатывал вопросы Международной биологической программы с учётом мировых запасов продуктов питания и потребностей в них.

## Членство в обществах
- 1967 — член Лондонского королевского общества[2].
- 1970 — иностранный член ВАСХНИЛ.
- Член ряда других научных обществ.

## Награды и премии
- 1960 — Премия имени Т. Бекстора Лондонского королевского общества
- 1964 — Золотая медаль Королевского сельскохозяйственного общества Англии[англ.]
- 1973 — Золотая медаль имени Вулдриджа
- 1979 — Премия Вольфа по сельскому хозяйству, «For his fundamental contributions to the science and practice of ruminant nutrition and livestock production.»
- 1992 — Премия Ранка, «For his outstanding contribution to the science of nutrition.»